# Rohaciv, Baranivka
Rohaciv (în ucraineană Рогачів) este localitatea de reședință a comunei Rohaciv din raionul Baranivka, regiunea Jîtomîr, Ucraina.

## Demografie
Componența lingvistică a localității Rohaciv
     Ucraineană (98,83%)
     Rusă (1,17%)
Conform recensământului din 2001, majoritatea populației localității Rohaciv era vorbitoare de ucraineană (98,83%), existând în minoritate și vorbitori de rusă (1,17%).